# Big Apple (Great Yarmouth Pleasure Beach)
Ne doit pas être confondu avec Big Apple Coaster.
Pour les articles homonymes, voir Big Apple.
Big Apple sont des montagnes russes assises en métal junior du parc Great Yarmouth Pleasure Beach, situé à Great Yarmouth, au Royaume-Uni.

## Historique
L'attraction a ouvert pour la première fois en 1982 dans le parc Alton Towers sous le nom de Mini Apple. En 1997, elle a été transférée à Great Yarmouth Pleasure Beach et renommée Big Apple. 

## Statistiques
- Disposition de la voie : Big Apple / Wacky Worm